# Star Wars: The New Droid Army
Star Wars: The New Droid Army est un jeu vidéo d'action développé par Helixe et édité par THQ, sorti en 2002 sur Game Boy Advance.
Le joueur incarne Anakin Skywalker qui enquête sur la création d'un super droïde de combat ne pouvant être détruit par un sabre laser.

## Accueil
- Jeuxvideo.com : 15/20[1]